# Четкер
Четке́р (рос. Четкерь) — присілок у Вавозькому районі Удмуртії, Росія.
Населення — 18 осіб (2010; 34 в 2002).
Національний склад (2002):
- росіяни — 56 %
- удмурти — 44 %

Урбаноніми:
- вулиці — Нагірна